# محمد گونسور
مهمت گونسور (به ترکی استانبولی: Mehmet Günsür؛ زادهٔ ۸ مه ۱۹۷۵) هنرپیشه و مدل اهل ترکیه است.

## زندگی‌نامه
قبل از اینکه وارد عرصهٔ بازیگری شود ابتدا یک مهماندار و سپس یک مدل بود. او در ابتدا کار خود را با بازی در فیلم‌های ترکی، ایتالیایی و آمریکایی شروع کرد. از بهترین کارهای او می‌توان به داستان‌های استانبول و حمام اشاره کرد. او در سال ۱۹۹۷ برندهٔ جایزهٔ امیدبخش‌ترین بازیگر نقش اول مرد در جشنواره ی بین‌المللی فیلم آنکارا به خاطر بازی در فیلم حمام شد. او همچنین برندهٔ تنها جایزهٔ ویژهٔ هیئت داوران جشنواره بین‌المللی فیلم پرتقال طلایی آنتالیا به خاطر ایفای نقش در فیلم او اکنون سرباز است شد.

## زندگی شخصی
محمت گونسور در سال ۲۰۰۶ با یک کارگردان فیلم‌های مستند به نام کاترینا مونگیو ازدواج کرد. آن‌ها سه فرزند با نام‌های علی، مایا و کلوئه دارند.

## فیلم‌شناسی

### فیلم
| سال  | عنوان                         | نقش        | یاداشت     |
| ---- | ----------------------------- | ---------- | ---------- |
| ۱۹۹۷ | حمام                          | محمد       |            |
| ۱۹۹۹ | بازی‌های تخیل                  |            |            |
| ۲۰۰۱ | توماسو                        | جیووانی    | تله فیلم   |
| ۲۰۰۱ | گویدا                         | جیووانی    | تله فیلم   |
| ۲۰۰۲ | ایتالیایی                     | جورجیو     |            |
| ۲۰۰۳ | ایل پاپا بونو                 | دون پائولو | تله فیلم   |
| ۲۰۰۳ | او اکنون سرباز است            | نیهات      |            |
| ۲۰۰۳ | استرگریا                      |            | فیلم کوتاه |
| ۲۰۰۴ | Non ci Sarebbe Niente Da Fare |            | فیلم کوتاه |
| ۲۰۰۵ | داستان‌های استانبول            | رفکی       |            |
| ۲۰۰۷ | سقوط مرده                     | استفان     |            |
| ۲۰۰۸ | Se Chiudi Gli Occhi           |            |            |
| ۲۰۱۰ | صدا                           | اونور      |            |
| ۲۰۱۰ | Matrimoni e Altri Disastri    | آندره      |            |
| ۲۰۱۲ | عشق تصادفات را دوست دارد      | اوزگور     |            |
| ۲۰۱۴ | اگر فراموش کردم نجوا کن       | تاریک      |            |
| ۲۰۱۷ | استانبول سرخ                  | یوسف       |            |
| ۲۰۱۷ | ارباب مرغ دریایی              |            |            |

### تلویزیون
| سال       | عنوان                  | نقش           | یاداشت |
| --------- | ---------------------- | ------------- | ------ |
| ۱۹۸۹      | شبیه‌سازی‌های گذشته بهار | صبیح          |        |
| ۱۹۸۹      | کاهیده                 |               |        |
| ۱۹۹۹      | پرونده مخفی            | آیهان اینجه   |        |
| ۲۰۰۱      | دون ماتئو              |               |        |
| ۲۰۰۳      | عزیزم باتری            | طارق          |        |
| ۲۰۰۴      | مردم طوفان             | سنان          |        |
| ۲۰۰۵–۲۰۰۶ | خشخاش سفید             | مصطفی         |        |
| ۲۰۰۷–۲۰۰۸ | چاقوها                 | محمد          |        |
| ۲۰۱۲–۲۰۱۴ | حریم سلطان             | شاهزاده مصطفی |        |
| ۲۰۱۷–۲۰۱۸ | فی                     | دنیز          |        |
| ۲۰۱۹–۲۰۲۰ | موهبت                  | ارهان         |        |